# Melanie Serrano
Melanie del Pilar Serrano Pérez, deportivamente conocida como Melanie (Lebrija, Sevilla; 12 de octubre de 1989) es una ex-futbolista internacional española. Jugaba como lateral izquierda o interior en el F. C. Barcelona de la  Primera División de España. Actualmente es la jugadora que más partidos oficiales ha disputado con la camiseta azulgrana en 18 temporadas que lleva en el club.
Jugó como jugadora 12 en el equipo Xbuyer team de la Queens League Oysho.

## Trayectoria

### Inicios
Nacida en Lebrija, empezó a jugar al fútbol en las categorías inferiores de equipos masculinos de la provincia, como el CD Cantely y el Dos Hermanas. A los doce años se trasladó con su familia a Blanes, jugando brevemente en el club local, antes de ingresar en el F. C. Barcelona, después de que su familia se trasladase a la localidad de la Selva.

### F. C. Barcelona
Debuta con el primer equipo azulgrana el 15 de septiembre de 2004 en la primera jornada de la Superliga, con tan solo 14 años.
Uno de sus goles más importantes fue el 4 de mayo de 2013, en donde en la última jornada del campeonato ante el Athletic Club en San Mamés marcó el primer gol de la jornada en los primeros 3 minutos de juego, encuentro que acabaría en victoria 1-2 para las azulgranas, con lo cual el equipo se alzaba con el segundo título de Liga en su historia.
El 4 de marzo de 2020 el Centro de Documentación y Estudios del club azulgrana oficializa los registros y la nombra como la jugadora con más partidos en la historia del equipo, alzándose hasta ese momento con 448 partidos oficiales disputados en 16 temporadas. Posteriormente, Melanie junto al equipo conseguirían la mejor temporada de su historia consiguiendo el triplete español al coronarse campeonas de Liga Ibedrola, Copa de la Reina y por primera vez en su historia la Liga de Campeones de la UEFA en mayo de 2021.
Melanie renovaría su contrato el 26 de junio de 2021 por dos temporadas más, con lo cual jugaría 19 años con la camiseta azulgrana, más que cualquier otra jugadora en la historia del club.

## Retiro
El 13 de mayo de 2022 anunció su retiro del fútbol internacional tras 19 temporadas, el cual con la final de la Liga de Campeones Femenina de la UEFA 2021-22 ante el Olympique de Lyon Femenino el 18 de mayo del año en mención, fue su adiós del plantel, aunque en febrero de 2024 anunció su fichaje por el Club Levante Las Planas, calzándose las botas para reforzar a dicho club, cubriendo la baja de Amanda Frisbie tras una grave lesión hasta final de temporada. 

## Selección nacional

### Sub-19
Fue internacional con la selección española sub-19, disputando el Campeonato Europeo de la categoría en 2007.

### Absoluta
Ha sido 15 veces internacional absoluta. Debutó con la selección femenina absoluta de España el 29 de octubre de 2009 contra Austria, en partido clasificatorio para el Mundial Femenino de 2015. Formó parte del combinado español que participó en esta cita mundialista, aunque sin llegar a disputar ningún partido.

### Participaciones en Copas del Mundo
| Mundial                  | Sede   | Resultado    |
| ------------------------ | ------ | ------------ |
| Mundial Femenino de 2015 | Canadá | Primera fase |

## Estadísticas

### Clubes
Actualizado al último partido disputado el 14 de junio de 2024.
| Club                            | Div.                | Temporada           | Liga  | Liga  | Copa  | Copa  | Continental | Continental | Otros | Otros | Total | Total |
| Club                            | Div.                | Temporada           | Part. | Goles | Part. | Goles | Part.       | Goles       | Part. | Goles | Part. | Goles |
| ------------------------------- | ------------------- | ------------------- | ----- | ----- | ----- | ----- | ----------- | ----------- | ----- | ----- | ----- | ----- |
| F. C. Barcelona · España        | 1.ª                 | 2004-05             | 25    | 0     | -     | -     | -           | -           | -     | -     | 25    | 0     |
| F. C. Barcelona · España        | 1.ª                 | 2005-06             | 21    | 0     | 0     | 0     | -           | -           | 2     | 0     | 23    | 0     |
| F. C. Barcelona · España        | 1.ª                 | 2006-07             | 24    | 4     | -     | -     | -           | -           | 2     | 0     | 26    | 4     |
| F. C. Barcelona · España        | 2.ª                 | 2007-08             | ?     | ?     | -     | -     | -           | -           | 1     | 0     | 1     | 0     |
| F. C. Barcelona · España        | 1.ª                 | 2008-09             | 30    | 4     | 4     | 4     | -           | -           | 2     | 0     | 36    | 8     |
| F. C. Barcelona · España        | 1.ª                 | 2009-10             | 24    | 4     | 5     | 1     | -           | -           | 2     | 1     | 31    | 6     |
| F. C. Barcelona · España        | 1.ª                 | 2010-11             | 19    | 3     | 6     | 0     | -           | -           | 2     | 0     | 27    | 3     |
| F. C. Barcelona · España        | 1.ª                 | 2011-12             | 29    | 0     | 1     | 0     | -           | -           | 2     | 0     | 32    | 0     |
| F. C. Barcelona · España        | 1.ª                 | 2012-13             | 21    | 1     | 5     | 0     | 1           | 0           | 1     | 0     | 28    | 1     |
| F. C. Barcelona · España        | 1.ª                 | 2013-14             | 28    | 0     | 4     | 0     | 6           | 0           | 2     | 0     | 40    | 0     |
| F. C. Barcelona · España        | 1.ª                 | 2014-15             | 29    | 1     | 2     | 0     | 4           | 0           | 2     | 0     | 37    | 1     |
| F. C. Barcelona · España        | 1.ª                 | 2015-16             | 30    | 0     | 3     | 0     | 6           | 1           | 2     | 0     | 41    | 1     |
| F. C. Barcelona · España        | 1.ª                 | 2016-17             | 20    | 1     | 2     | 0     | 4           | 0           | 2     | 1     | 28    | 2     |
| F. C. Barcelona · España        | 1.ª                 | 2017-18             | 26    | 0     | 4     | 0     | 4           | 0           | 2     | 0     | 36    | 0     |
| F. C. Barcelona · España        | 1.ª                 | 2018-19             | 16    | 0     | 2     | 0     | 4           | 0           | 2     | 0     | 24    | 0     |
| F. C. Barcelona · España        | 1.ª                 | 2019-20             | 13    | 0     | 2     | 1     | 1           | 0           | 2     | 0     | 18    | 1     |
| F. C. Barcelona · España        | 1.ª                 | 2020-21             | 28    | 3     | 2     | 0     | 4           | 0           | 1     | 0     | 35    | 3     |
| F. C. Barcelona · España        | 1.ª                 | 2021-22             | 23    | 3     | 1     | 0     | 5           | 0           | 2     | 0     | 31    | 3     |
| F. C. Barcelona · España        | Total               | Total               | 406   | 24    | 43    | 6     | 39          | 1           | 31    | 2     | 519   | 33    |
| F. C. Levante Badalona · España | 1.ª                 | 2023-24             | 14    | 1     | -     | -     | -           | -           | -     | -     | 14    | 1     |
| F. C. Levante Badalona · España | 1.ª                 | 2024-25             | 16    | 1     | 1     | -     | -           | -           | 1     | -     | 18    | 1     |
| F. C. Levante Badalona · España | Total               | Total               | 30    | 2     | 1     | 0     | 0           | 0           | 1     | 0     | 32    | 2     |
| Total en su carrera             | Total en su carrera | Total en su carrera | 436   | 26    | 44    | 6     | 39          | 1           | 32    | 2     | 551   | 35    |

## Palmarés

### Títulos nacionales
| Título             | Club            | País   | Año  |
| ------------------ | --------------- | ------ | ---- |
| Copa               | F. C. Barcelona | España | 2011 |
| Campeonato de Liga | F. C. Barcelona | España | 2012 |
| Campeonato de Liga | F. C. Barcelona | España | 2013 |
| Copa               | F. C. Barcelona | España | 2013 |
| Campeonato de Liga | F. C. Barcelona | España | 2014 |
| Copa               | F. C. Barcelona | España | 2014 |
| Campeonato de Liga | F. C. Barcelona | España | 2015 |
| Copa               | F. C. Barcelona | España | 2017 |
| Copa               | F. C. Barcelona | España | 2018 |
| Supercopa          | F. C. Barcelona | España | 2020 |
| Campeonato de Liga | F. C. Barcelona | España | 2020 |
| Copa               | F. C. Barcelona | España | 2020 |
| Campeonato de Liga | F. C. Barcelona | España | 2021 |
| Copa               | F. C. Barcelona | España | 2021 |
| Supercopa          | F. C. Barcelona | España | 2022 |
| Campeonato de Liga | F. C. Barcelona | España | 2022 |
| Copa               | F. C. Barcelona | España | 2022 |

### Títulos internacionales
| Título            | Equipo          | Sede       | Año  |
| ----------------- | --------------- | ---------- | ---- |
| Liga de Campeones | F. C. Barcelona | Gotenburgo | 2021 |

### Títulos regionales
| Título        | Equipo            | Sede     | Año  |
| ------------- | ----------------- | -------- | ---- |
| Copa Cataluña | R. C. D. Espanyol | Cataluña | 2005 |
| Copa Cataluña | R. C. D. Espanyol | Cataluña | 2006 |
| Copa Cataluña | R. C. D. Espanyol | Cataluña | 2007 |
| Copa Cataluña | R. C. D. Espanyol | Cataluña | 2008 |
| Copa Cataluña | F. C. Barcelona   | Cataluña | 2014 |
| Copa Cataluña | F. C. Barcelona   | Cataluña | 2015 |
| Copa Cataluña | F. C. Barcelona   | Cataluña | 2016 |
| Copa Cataluña | F. C. Barcelona   | Cataluña | 2017 |
| Copa Cataluña | F. C. Barcelona   | Cataluña | 2018 |
| Copa Cataluña | F. C. Barcelona   | Cataluña | 2019 |